# Pardosa pirkuliensis
Pardosa pirkuliensis là một loài nhện trong họ Lycosidae.
Loài này thuộc chi Pardosa. Pardosa pirkuliensis được Alexander A. Zyuzin & Dmitri Viktorovich Logunov miêu tả năm 2000.